# Padilla sartor
Padilla sartor är en spindelart som beskrevs av Simon 1900. Padilla sartor ingår i släktet Padilla och familjen hoppspindlar. Inga underarter finns listade i Catalogue of Life.